# Brands Hatch 1000 km
Brands Hatch 1000 km var en långdistanstävling för sportvagnar på Brands Hatch i Storbritannien.

## Historia
1966 hölls en sportvagnstävling över 500 miles på Brands Hatch. Tävlingen blev en succé och från 1967 ingick den i sportvagns-VM under namnet BOAC 500, med distansen 6 timmar. Till 1970 förlängdes distansen till 1000 km och tävlingen döptes om till BOAC 1000. Tävlingen fick nya sponsorer under 1970-talet, men försvann efter 1974.
Tävlingarna återupptogs 1977 efter en omfattande ombyggnad av Brands Hatch, nu återigen med distansen 6 timmar. Från 1981 återställdes tävlingsdistansen till 1000 km. Den sista tävlingen hölls 1989, då över 480 km.

## Vinnare
| År                 | Förare                                   | Bil                          | Mästerskap         |
| Distans: 500 Miles | Distans: 500 Miles                       | Distans: 500 Miles           | Distans: 500 Miles |
| ------------------ | ---------------------------------------- | ---------------------------- | ------------------ |
| 1966               | David Piper Bob Bondurant                | AC Cobra                     | -                  |
| Distans: 6 timmar  |                                          |                              |                    |
| 1967               | Mike Spence Phil Hill                    | Chaparral 2F-Chevrolet       | Sportvagns-VM      |
| 1968               | Brian Redman Jacky Ickx                  | Ford GT40                    | Sportvagns-VM      |
| 1969               | Brian Redman Jo Siffert                  | Porsche 908                  | Sportvagns-VM      |
| Distans: 1000 km   |                                          |                              |                    |
| 1970               | Pedro Rodríguez Leo Kinnunen             | Porsche 917                  | Sportvagns-VM      |
| 1971               | Andrea de Adamich Henri Pescarolo        | Alfa Romeo Tipo 33           | Sportvagns-VM      |
| 1972               | Mario Andretti Jacky Ickx                | Ferrari 312PB                | Sportvagns-VM      |
| 1973               | Ingen tävling                            | Ingen tävling                | Ingen tävling      |
| 1974               | Jean-Pierre Beltoise Jean-Pierre Jarier  | Matra-Simca MS670            | Sportvagns-VM      |
| 1975 till 1976     | Inga tävlingar                           | Inga tävlingar               | Inga tävlingar     |
| Distans: 6 timmar  |                                          |                              |                    |
| 1977               | Jacky Ickx Jochen Mass                   | Porsche 935                  | Sportvagns-VM      |
| 1978               | Ingen tävling                            | Ingen tävling                | Ingen tävling      |
| 1979               | Reinhold Joest Volkert Merl              | Porsche 908 Turbo            | Sportvagns-VM      |
| 1980               | Riccardo Patrese Walter Röhrl            | Lancia Beta Montecarlo Turbo | Sportvagns-VM      |
| Distans: 1000 km   |                                          |                              |                    |
| 1981               | Guy Edwards Emilio de Villota            | Lola T600-Ford Cosworth      | Sportvagns-VM      |
| 1982               | Jacky Ickx Derek Bell                    | Porsche 956                  | Sportvagns-VM      |
| 1983               | Ingen tävling                            | Ingen tävling                | Ingen tävling      |
| 1984               | Jonathan Palmer Jan Lammers              | Porsche 956                  | Sportvagns-VM      |
| 1985               | Hans Joachim Stuck Derek Bell            | Porsche 962                  | Sportvagns-VM      |
| 1986               | Mauro Baldi Bob Wollek                   | Porsche 956                  | Sportvagns-VM      |
| 1987               | Raul Boesel John Nielsen                 | Jaguar XJR-8                 | Sportvagns-VM      |
| 1988               | Andy Wallace Martin Brundle John Nielsen | Jaguar XJR-9                 | Sportvagns-VM      |
| Distans: 480 km    |                                          |                              |                    |
| 1989               | Mauro Baldi Kenny Acheson                | Sauber-Mercedes C9           | Sportvagns-VM      |